# Fairdale (Dakota du Nord)
La ville américaine de Fairdale est située dans le comté de Walsh, dans l’État du Dakota du Nord. Lors du recensement de 2010, sa population s’élevait à 38 habitants.

## Histoire
Fairdale a été fondée en 1905.

## Démographie
| 1910 | 1920 | 1930 | 1940 | 1950 | 1960 |
| ---- | ---- | ---- | ---- | ---- | ---- |
| 140  | 192  | 171  | 187  | 131  | 126  |

| 1970 | 1980 | 1990 | 2000 | 2010 | - |
| ---- | ---- | ---- | ---- | ---- | - |
| 102  | 97   | 76   | 51   | 38   | - |

## Source
- (en) Cet article est partiellement ou en totalité issu de l’article de Wikipédia en anglais intitulé « Fairdale, North Dakota » (voir la liste des auteurs).